# Kyotopriset
Kyotopriset är ett internationellt pris inom filosofi, konst, vetenskap och teknologi som delats ut sedan 1985.

## Priset
Priset är instiftat 1984 av grundaren av elektronik- och industrikeramikföretaget Kyocera, Kazuo Inamori (född 1932), och delas ut årligen av den japanska Inamori-stiftelsen. Priset har en uppläggning som liknar Nobelpriset och syftar till att "hedra dem som har lämnat betydande bidrag till vetenskapliga, kulturella och andliga framsteg för mänskligheten". De lämnas inom områden som kompletterar Nobelpriset.
Priser ges varje år i de tre kategorierna avancerad teknologi, grundvetenskaper samt konst och filosofi. De lämnas inom en av fyra underkategorier till varje kategori, med rotation mellan åren. Priser utdelas till en pristagare per kategori, undantagsvis delat mellan flera personer. Prissumman är 50 miljoner yen per kategori. 
Prisnominering sker i juni och prisutdelning i november. Priset har sitt namn efter staden Kyoto, som är säte för Kyocera-koncernen.

## Prismottagare

### Grundvetenskaper
- 1985 Claude Elwood Shannon, matematik
- 1986 George Evelyn Hutchinson, utvecklingsbiologi, beteendevetenskap, ekologi och miljövetenskap
- 1987 Jan Hendrik Oort, geovetenskap, astronomi och astrofysik
- 1988 Avram Noam Chomsky, utvecklingsbiologi, beteendevetenskap, ekologi och miljövetenskap
- 1989 Israel Gelfand, matematik
- 1990 Jane Goodall, utvecklingsbiologi, beteendevetenskap, ekologi och miljövetenskap
- 1991 Edward Lorenz, geovetenskap, astronomi och astrofysik
- 1992 Yasutomi Nishizuka, molekylärbiologi, cellbiologi och neurobiologi
- 1993 William Donald Hamilton, utvecklingsbiologi, beteendevetenskap, ekologi och miljövetenskap
- 1994 André Weil, matematik
- 1995 Chūshirō Hayashi, geovetenskap, astronomi och astrofysik
- 1996 Mario Capecchi, molekylärbiologi, cellbiologi och neurobiologi
- 1997 Daniel Hunt Janzen, utvecklingsbiologi, beteendevetenskap, ekologi och miljövetenskap
- 1998 Kiyoshi Itō, matematik
- 1999 Walter Heinrich Munk, geovetenskap, astronomi och astrofysik
- 2000 Walter Gehring, molekylärbiologi, cellbiologi och neurobiologi
- 2001 John Maynard Smith, utvecklingsbiologi, beteendevetenskap, ekologi och miljövetenskap
- 2002 Mikhail Gromov, matematik
- 2003 Eugene Newman Parker, geovetenskap, astronomi och astrofysik
- 2004 Alfred G. Knudson, molekylärbiologi, cellbiologi och neurobiologi
- 2005 Simon Asher Levin , utvecklingsbiologi, beteendevetenskap, ekologi och miljövetenskap
- 2006 Hirotugu Akaike, matematik
- 2007 Hiroo Kanamori, geovetenskap, astronomi och astrofysik
- 2008 Anthony J. Pawson, molekylärbiologi, cellbiologi och neurobiologi
- 2009 Peter Grant och Rosemary Grant, utvecklingsbiologi, beteendevetenskap, ekologi och miljövetenskap
- 2010 László Lovász, matematik
- 2011 Rashid Sunyaev, geovetenskap, astronomi och astrofysik
- 2012 Yoshinori Ohsumi, molekylärbiologi, cellbiologi och neurobiologi[1]
- 2013 Masatoshi Nei, utvecklingsbiologi, beteendevetenskap, ekologi och miljövetenskap
- 2014 Edward Witten, matematik

### Avancerad teknologi
- 1985 Rudolf Emil Kalman, elektronik
- 1986 Nicole Marthe Le Douarin, bioteknologi och medicinsk teknologi
- 1987 Morris Cohen, materialteknik och ingenjörskonst
- 1988 John McCarthy, IT
- 1989 Amos Joel, elektronik
- 1990 Sydney Brenner, bioteknologi och medicinsk teknologi
- 1991 Michael Szwarc, materialteknik och ingenjörskonst
- 1992 Maurice Vincent Wilkes, IT
- 1993 Jack S. Kilby, elektronik
- 1994 Paul Christian Lauterbur, bioteknologi och medicinsk teknologi
- 1995 George William Gray, materialteknik och ingenjörskonst
- 1996 Donald Ervin Knuth, IT
- 1997 Federico Faggin, Stanley Mazor, Marcian Hoff och Masatoshi Shima, elektronik
- 1998 Kurt Wüthrich, bioteknologi och medicinsk teknologi
- 1999 David Kingery, materialteknik och ingenjörskonst
- 2000 Antony Hoare, IT
- 2001 Zjores Alfjorov, Izuo Hayashi och Morton Panish, elektronik
- 2002 Leroy Hood, bioteknologi och medicinsk teknologi
- 2003 George M. Whitesides, materialteknik och ingenjörskonst
- 2004 Alan Kay, IT
- 2005 George Heilmeier, elektronik
- 2006 Leonard Herzenberg, bioteknologi och medicinsk teknologi
- 2007 Hiroo Inokuchi, materialteknik och ingenjörskonst
- 2008 Richard Karp, IT
- 2009 Isamu Akasaki, elektronik
- 2010 Shinya Yamanaka, bioteknologi och medicinsk teknologi
- 2011 John Werner Cahn, materialteknik och ingenjörskonst
- 2012 Ivan Edward Sutherland, IT
- 2013 Robert H. Dennard, elektronik
- 2014 Robert S. Langer, bioteknologi och medicinsk teknologi

### Konst och filosofi
- 1985 Olivier Messiaen, musik
- 1986 Isamu Noguchi, konst (målning, skulptur, konsthantverk, arkitektur, formgivning)
- 1987 Andrzej Wajda, teater och film
- 1988 Paul Thieme, filosofi och etik
- 1989 John Cage, musik
- 1990 Renzo Piano, konst (målning, skulptur, konsthantverk, arkitektur, formgivning)
- 1991 Peter Stephen Paul Brook, teater och film
- 1992 Karl Raimund Popper, filosofi och etik
- 1993 Witold Lutosławski, musik
- 1994 Akira Kurosawa, teater och film
- 1995 Roy Lichtenstein, konst (målning, skulptur, konsthantverk, arkitektur, formgivning)
- 1996 Willard Van Orman Quine, filosofi och etik
- 1997 Iannis Xenakis, musik
- 1998 Nam June Paik, konst (målning, skulptur, konsthantverk, arkitektur, formgivning)
- 1999 Maurice Béjart, teater och film
- 2000 Paul Ricœur, filosofi och etik
- 2001 György Ligeti, musik
- 2002 Tadao Ando, konst (målning, skulptur, konsthantverk, arkitektur, formgivning)
- 2003 Tamao Yoshida, teater och film
- 2004 Jürgen Habermas, filosofi och etik
- 2005 Nikolaus Harnoncourt, musik
- 2006 Issey Miyake, konst (målning, skulptur, konsthantverk, arkitektur, formgivning)
- 2007 Pina Bausch, teater och film
- 2008 Charles Taylor (filosof), filosofi och etik
- 2009 Pierre Boulez, musik
- 2010 William Kentridge, konst (målning, skulptur, konsthantverk, arkitektur, formgivning)
- 2011 Tamasaburo Bando V, teater och film
- 2012 Gayatri Chakravorty Spivak, filosofi och etik
- 2013 Cecil Taylor, musik
- 2014 Fukumi Shimura